# La última noche de Hipatia
La última noche de Hipatia es una obra de Eduardo Vaquerizo, galardonada con los premios Ignotus  y Xatafi-Cyberdark  del año 2010 y finalista del Premio Celsius del mismo año.
Vaquerizo construye La última noche de Hipatia a partir de una serie de testimonios que nos acercan a los hechos que condujeron al cruel asesinato de la filósofa Hipatia. Sus narradores son el prefecto romano Orestes, transmisor de la visión del romano que observa cómo el cristianismo se convierte en la religión única del Imperio; el obispo Cirilo, al comienzo un eremita exiliado en el desierto; Marta, una viajera del tiempo a través de la cual tomaremos contacto con la época; y la propia Hipatia, víctima de una última batalla de la razón contra el fanatismo.
Estilísticamente, la novela se construye sobre la polifonía narrativa, empleando la primera persona desde distintas perspectivas y utilizando diferentes planos temporales entre los que se mueve el relato.
Junto a la novela se incluye el relato «Habítame y que el tiempo me hiele», un cuento con el que Vaquerizo había sido finalista del premio Pablo Rido de relato en 1999 y que es antecesor del equipo de viajeros temporales del que formaba parte Marta. Se narra en él el viaje en el tiempo de otro de los miembros del mismo equipo; concretamente hasta los tiempos de Buda, en los que se encuentra con unos acontecimientos inesperados. Un complemento con una contundente base metafórica sobre el poder de las religiones.

| Predecesor                   | Premios de La última noche de Hipatia   | Sucesor                                 |
| ---------------------------- | --------------------------------------- | --------------------------------------- |
| Día de perros de David Jasso | Premio Ignotus a la mejor novela (2009) | Crónicas del multiverso de Víctor Conde |